# Pollicipes pollicipes
Pollicipes pollicipes ist eine Art der Entenmuscheln in der Klasse der Rankenfußkrebse, die an der Küste des Ostatlantik verbreitet ist. Die Entenmuscheln leben als sessile Filtrierer auf den harten Oberflächen der Felsen in der intertidalen Zone des Meeres und auf Treibgut.

## Merkmale
Wie andere Entenmuscheln besteht Pollicipes pollicipes aus einem biegsamen muskulösen Stiel, dem Pedunculus, mit dem sie am festen Substrat verankert ist, und aus dem muschelartigen, vom zweiklappigen Carapax umhüllten Rumpf oder „Köpfchen“, dem Capitulum. Das weißlich graue Capitulum von Pollicipes pollicipes hat eine dreieckige Form und ist zum Schutz mit einer größeren, mit dem Alter zunehmenden Anzahl von Kalkplatten besetzt, bei älteren Tieren bis über hundert Kalkplatten. Der Krebs hat sechs Paar dünner federförmiger Cirren, mit denen Plankton aus dem Meerwasser filtriert wird. Der Stiel von Pollicipes pollicipes kann 10 cm lang werden.
Wie andere Entenmuscheln ist Pollicipes pollicipes zwittrig. Die Eier werden in so genannten Eisäckchen unter dem Carapax getragen. Die schlüpfenden Nauplius-Larven verlassen den Carapax des Muttertiers und entwickeln sich nach einer pelagischen Phase zu Cyprislarven. Diese setzen sich mit Hilfe einer im Kopf befindlichen Zementdrüse an einem festen Substrat fest und metamorphosieren zum sessilen Adulttier.

## Verbreitung

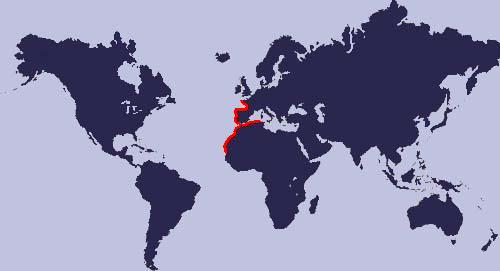
Verbreitung von Pollicipes pollicipes

Pollicipes pollicipes ist heimisch im östlichen Atlantik an den Küsten Frankreichs, Spaniens, Portugals, Marokkos und um die Kanarischen Inseln und die Kapverdischen Inseln, südlich bis Senegal und nördlich vereinzelt auch an der Küste Englands. Im Mittelmeer gibt es nur zerstreute Vorkommen. Sie lebt in der Gezeitenzone an Felsen, Treibgut und Schiffswracks.

## Nutzung durch den Menschen

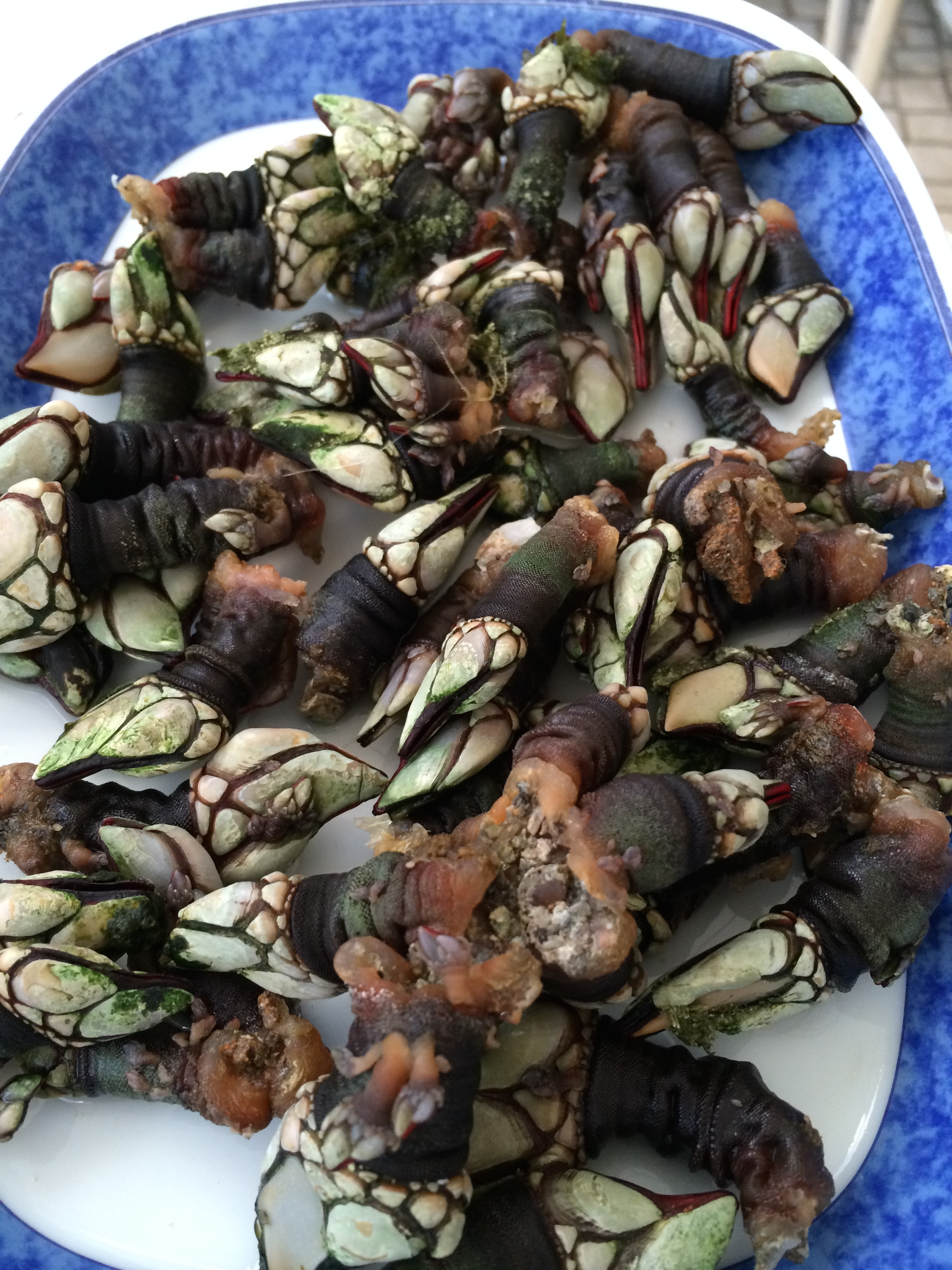
Percebes

Der Stiel der Entenmuscheln wird – in Salzwasser gekocht oder in Öl kurz gedünstet – als Meeresfrucht gegessen. Die Ernte ist aufwändig und gefährlich, da die Entenmuscheln nur in den schwer zugänglichen intertidalen Zonen, d. h. in dem Bereich, in dem Wellen konstant gegen den Fels schlagen, aufzufinden sind. Je wilder das Meer und ungeschützter die ihm ausgesetzte Felswand ist, desto dicker und fleischiger, und dementsprechend teurer sind die dort auffindbaren Entenmuscheln. Kunden in Spanien und in Portugal zahlen bis zu 200 € pro Kilo für die besten Qualitäten der percebes. Auf den Fischmärkten der Algarve in Portugal werden die Entenmuscheln zu Kilopreisen von 15 € bis 25 € angeboten (Stand 2015). Der riskante Beruf ihrer Fischer, der Percebeiros, ist Thema in Literatur, Filmen und Reportagen. In Galicien, an Spaniens Atlantikküste, gibt es an verschiedenen Orten jedes Jahr ein Percebes-Fest.

## Mythologie
Als man früher noch nichts über den Vogelzug wusste, dachte man, dass Nonnengänse (Branta leucopsis) sich aus diesem Krebs entwickelten, da nie beobachtet wurde, dass sie im gemäßigten Europa nisten. Das Durcheinander wurde durch die Ähnlichkeiten in der Farbe und in der Form ausgelöst. Im Deutschen wurde aus der Gans sogar eine Ente. Weil sie häufig auf Treibholz gefunden wurden, wurde angenommen, dass die Rankenfußkrebse auf die Äste von Bäumen abgelegt wurden, bevor sie in das Wasser fielen. Der walisische Mönch Giraldus Cambrensis behauptete im 12. Jahrhundert sogar, gesehen zu haben, wie sich aus Entenmuscheln Nonnengänse entwickelten.